# Bogoljub Marković
Bogoljub Marković (in serbo Богољуб Марковић?; Užice, 12 luglio 2005) è un cestista serbo.

## Palmarès

### Competizioni giovanili
- Juniorska ABA Liga: 3

Mega Basket: 2021-22, 2022-23, 2023-24

#### Individuale
- Quintetto ideale della Juniorska ABA Liga: 1

Mega Basket: 2023-24
- Juniorska ABA Liga MVP: 1

Mega Basket: 2023-24

### Individuale
- Miglior prospetto della Lega Adriatica: 1

Mega Basket: 2024-25